# Nostolepis
Genre
Nostolepis est un genre d’acanthodiens, une classe éteinte de poissons possédant à la fois des caractères des poissons osseux (Osteichthyes) et des poissons cartilagineux (Chondrichthyes). Nostolepis a vécu du Pridoli au Lochkovien.

## Liste d'espèces
- Nostolepis costata
- Nostolepis gracilis
- Nostolepis robusta
- Nostolepis striata[1].